# 大佛寺 (彬州市)
大佛寺位于陕西省咸阳市彬州市。始建于唐贞观二年（628年），距今约1300多年的的历史。大佛寺石窟群是陕西境内规模最大的石窟群，亦是中国现存初唐时期和盛唐时期规模最大、最为精美的石窟群，被誉为陕西和古丝绸之路第一大佛

## 历史
原名“应福寺”，是唐太宗李世民为纪念在抗击薛举薛仁泉大战中阵亡的将士们所建。北宋宋仁宗为其养母刘太后庆寿改名“庆寿寺”。因其佛像高大雄伟，明景泰年起俗称大佛寺至今。